# アマントル・モントショー
アマントル・モンショー（Amantle Montsho、1983年7月4日 - ）は、ボツワナの陸上競技選手。専門は短距離走。
2004年のアテネオリンピックに初出場。
2008年には北京オリンピックに出場したのち、2011年に大韓民国の大邱で開催された世界陸上競技選手権大会の女子400mにて金メダルを獲得した。
2012年のロンドンオリンピックでは、開会式の旗手を務めた。2013年に女子400mにて記録した49秒33は、ボツワナの国内最高記録でもある。
2014年のコモンウェルスゲームズに出場の際、ドーピング検査で陽性となり2年間の資格停止となった。

## 主な戦績
| 年   | 大会                       | 開催地           | 種目         | 順位              | 記録      | 備考                       |
| ---- | -------------------------- | ---------------- | ------------ | ----------------- | --------- | -------------------------- |
| 2004 | アテネオリンピック         | アテネ           | 400m         | 予選敗退 (36位)   | 53秒77    | 国内記録                   |
| 2005 | 世界陸上競技選手権大会     | ヘルシンキ       | 400m         | 予選敗退 (40位)   | 53秒97    |                            |
| 2006 | アフリカ陸上競技選手権大会 | バンブース       | 400m         | 準優勝            | 52秒68    |                            |
| 2007 | アフリカ競技大会           | アルジェ         | 400m         | 優勝              | 51秒13    | 国内記録                   |
| 2007 | 世界陸上競技選手権大会     | 大阪             | 400m         | 準決勝敗退 (12位) | 50秒90    | 国内記録                   |
| 2008 | アフリカ陸上競技選手権大会 | アディスアベバ   | 400m         | 優勝              | 49秒83    | 大会記録                   |
| 2008 | オリンピック               | 北京             | 400m         | 8位               | 51秒18    |                            |
| 2009 | 世界陸上競技選手権大会     | ベルリン         | 400m         | 8位               | 50秒65    |                            |
| 2010 | アフリカ陸上競技選手権大会 | ナイロビ         | 400m         | 優勝              | 50秒03    |                            |
| 2010 | IAAFコンチネンタルカップ   | スプリト         | 400m         | 優勝              | 49秒89    |                            |
| 2010 | コモンウェルスゲームズ     | ニューデリー     | 400m         | 優勝              | 50秒10    |                            |
| 2011 | 世界陸上競技選手権大会     | テグ             | 400m         | 優勝              | 49秒56    | 国内記録                   |
| 2011 | アフリカ競技大会           | マプート         | 400m         | 優勝              | 50秒87    |                            |
| 2012 | アフリカ陸上競技選手権大会 | ポルトノボ       | 400m         | 優勝              | 49秒54    |                            |
| 2012 | アフリカ陸上競技選手権大会 | ポルトノボ       | 4x400mリレー | 準優勝            | 3分31秒27 | 国内記録                   |
| 2012 | オリンピック               | ロンドン         | 400m         | 4位               | 49秒75    |                            |
| 2013 | 世界陸上競技選手権大会     | モスクワ         | 400m         | 準優勝            | 49秒41    |                            |
| 2014 | コモンウェルスゲームズ     | グラスゴー       | 400m         |                   | 失格      | ドーピング検査で陽性のため |
| 2017 | 世界陸上競技選手権大会     | ロンドン         | 400m         | 準決勝敗退 (11位) | 51秒28    |                            |
| 2018 | コモンウェルスゲームズ     | ゴールドコースト | 400m         | 優勝              | 50秒15    |                            |
| 2018 | コモンウェルスゲームズ     | ゴールドコースト | 4×400mリレー | 3位               | 3分26秒86 | 国内記録                   |
| 2019 | アフリカ競技大会           | ラバト           | 4×400mリレー | 準優勝            | 3分31秒96 |                            |
| 2021 | オリンピック               | 東京             | 400m         | 予選敗退          | 途中棄権  |                            |

## 記録
| 種目 | 記録   | 年月日        | 場所   | 備考     |
| ---- | ------ | ------------- | ------ | -------- |
| 100m | 11秒60 | 2011年4月26日 | バマコ |          |
| 200m | 22秒89 | 2012年5月3日  | 袋井   | 国内記録 |
| 400m | 49秒33 | 2013年7月19日 | モナコ | 国内記録 |